# Kościół Irlandii
Church of Ireland (irl. Eaglais na hÉireann), czyli „Kościół Irlandii” – autonomiczna prowincja Kościoła Anglikańskiego. Działa w Irlandii oraz w Irlandii Północnej. Podobnie jak inne kościoły anglikańskie uważa się zarówno za katolicki, jak i kościół reformowany. Kościół jest członkiem Wspólnoty Porvoo, grupującej dwanaście Kościołów anglikańskich i luterańskich.
Kościół Irlandii poddał się reformacji po tym, jak Kościół anglikański zerwał związek z papieżem i Kościołem rzymskokatolickim. Trzymając się nowych reguł stał się oficjalnym Kościołem i zatrzymał oficjalne posiadłości kościelne. Większość społeczeństwa została lojalna wobec Kościoła rzymskokatolickiego. Zreformowany Kościół Irlandii przejął praktycznie wszystkie oficjalne posiadłości Kościoła i posiada ogromne zbiory architektury religijnej i innych dóbr.
Pomimo liczebnej mniejszości Kościół Irlandii był oficjalnym Kościołem w Irlandii do 1 stycznia 1871, kiedy to nastąpiło rozłączenie kościoła od państwa. Na czele rządu stał wtedy William Ewart Gladstone.
Dziś Kościół Irlandii jest drugim co do wielkości kościołem w Irlandii po Kościele rzymskokatolickim. Zarządzany jest przez Synod Generalny złożony z kleru i świeckich, podzielony na dwanaście diecezji. Kieruje nim arcybiskup diecezji Armagh, obecnie jest nim Alan Harper. Innym arcybiskupem jest John Neill, arcybiskup Dublina.

## Historia

### Wczesna historia
Korzenie Kościoła Irlandii sięgają misji Świętego Patryka. Jako Kościół monastyczny, wczesny Kościół iryjski miał unikatowy kalendarz i zwyczaje. W 1166 roku Henryk II Plantagenet przybył do Irlandii i na podstawie bulli papieskiej Laudabiliter, w roku 1171 ogłosił się władcą Irlandii.

### Reformacja
W roku 1536, podczas Reformacji, król Henryk VII nakazał Parlamentowi ogłosić go głową Kościoła Irlandii. Kościół Irlandii został zreformowany podczas reformacji Kościoła Anglii przez Edwarda VI. Wszyscy poza dwoma irlandzkimi biskupami zaakceptowali Ugodę Elżbiety I Tudor jako kontynuację i Sukcesję apostolską w Kościele Irlandii, separację od Kościoła anglikańskiego i wątpliwości przy konsekrowaniu Matthew Parkera na arcybiskupa Canterbury.
Ustanowiony kościół w Irlandii przeszedł okres bardziej radykalnej odmiany kalwinizmu niż w Anglii. James Ussher (późniejszy arcybiskup Armagh) napisał tzw. „Irish Articles” przyjęte w 1615 roku. W 1634 roku Synod Irlandii adaptował angielskie 39 artykułów wraz z „Irish Articles”. Po Odnowie w 1660 roku 39 artykułów stało się wiodącą doktryną Kościoła Irlandii.
Pierwsza publikacja Świętej Księgi została wydana w języku irlandzkim. Pierwsze irlandzkie tłumaczenie Nowego Testamentu zostało zapoczątkowane przez Nicholasa Walsha i Biskupa Ossory. Po śmierci Biskupa Ossory w 1585 roku, prace kontynuował John Kearny, jego asystent oraz dr Nehemiah Donellan, arcybiskup Tuam, a zakończył pracę William O’Domhnuill. Ich praca została wydrukowana w 1602 roku. Prace nad tłumaczeniem Starego Testamentu zapoczątkował William Bedell (1571–1642), Biskup Kilmore, który zakończył prace wraz z panowaniem Karola I Stuarta, publikacja jednakże nastąpiła w 1680 roku (w wersji poprawionej przez Narcissus’a Marsh (1638–1713), arcybiskupa Dublina).

### Kościół dziś
Współczesny Kościół Irlandii posiada dwie katedry w Dublinie: Christ Church, który jest siedzibą arcybiskupa Dublina, oraz katedra Św. Patryka, która została nominowana Narodową Katedrą Irlandii w 1870 roku. Inne diecezje również posiadają katedry. Kościół posiada seminarium „Church of Ireland Theological College” w Rathgar na południowych przedmieściach Dublina.

## Wierni Kościoła Irlandii
Kościół Irlandii doświadczył dużego spadku wiernych w XX wieku, zarówno w Irlandii Północnej (gdzie mieszka 75% jego członków), jak i w Irlandii. Ostatnie badania w Irlandii (2006) pokazują natomiast niewielki wzrost. Częściowo spowodowane jest to liczbą anglikańskich imigrantów, którzy przenieśli się ostatnio do Irlandii.

## Struktura
Kościół Irlandii, jak i inne Kościoły anglikańskie, posiada ustrój episkopalny. Kościół utrzymuje tradycyjną strukturę przedreformacyjną, system geograficznego rozłożenia parafii zorganizowanych w diecezje. Diecezji jest dwanaście i każda ma nad sobą biskupa. Arcybiskup Dublina jest przywódcą pięciu biskupów z południa, a arcybiskup Armagh przewodniczy siedmiu biskupom z północy.
Prawo kanoniczne i polityka kościoła ustalana jest na Synodzie Generalnym. Jakiekolwiek zmiany muszą być zaakceptowane przez House of Bishops (Izba Biskupów) oraz przez House of Representatives (Izbę Reprezentantów) złożoną z księży i świeckich. Z ważnych zmian należy zaznaczyć, że decyzja o wyświęcaniu kobiet na księży musi posiadać dwie trzecie głosów. Izba Reprezentantów zawsze głosuje publicznie i przeważnie zgodnie z nakazami, podczas gdy Izba Biskupów głosuje tajnie. Decyzje muszą być przegłosowane zanim trafią pod obrady Synodu.

## Kult i liturgia
Kościół Irlandii przewiduje trzy stany: diakon, prezbiter oraz biskup.

### Book of Common Prayer
„Księga Wspólnych Modlitw” – pierwsze tłumaczenie zostało opublikowane w 1606 roku. Irlandzkie tłumaczenie zostało wydane w 1712 roku.

## Doktryna
Zobacz też: anglikanizm.
Centrum nauczania Kościoła Irlandii skupia się wokół życia i zmartwychwstania Jezusa Chrystusa. Katechizm Kościoła i Jego nauczanie zawiera:
- Jezus Chrystus jest w pełni człowiekiem i w pełni Bogiem. On umarł i zmartwychwstał.
- Jezus zapewnia wieczne życie dla tych, którzy w Niego wierzą.
- Stary i Nowy Testament zostały napisane przez ludzi pod natchnieniem Ducha Świętego.
- Dwa największe sakramenty to Chrzest i Eucharystia.
- Inne ryty sakramentalne to: Bierzmowanie, Ordynacja, Małżeństwo, spowiedź oraz Namaszczenie chorych.
- Wiara w Niebo, Piekło oraz Paruzję.